# Zygmunt Maszczyk
Zygmunt Paweł Maszczyk (Siemianowice Śląskie, Polonia, 3 de mayo de 1945) es un exfutbolista polaco que jugaba como centrocampista.

## Selección nacional
Fue internacional con la selección polaca en 36 ocasiones. Fue campeón olímpico en 1972 y subcampeón en 1976. También formó parte de la selección que obtuvo el tercer lugar en la Copa del Mundo de 1974.

### Participaciones en Copas del Mundo
| Mundial                        | Sede             | Resultado    | Partidos | Goles |
| ------------------------------ | ---------------- | ------------ | -------- | ----- |
| Copa Mundial de Fútbol de 1974 | Alemania Federal | Tercer lugar | 7        | 0     |

### Participaciones en Juegos Olímpicos
| Olimpiada                         | Sede             | Resultado  | Partidos | Goles |
| --------------------------------- | ---------------- | ---------- | -------- | ----- |
| Juegos Olímpicos de Múnich 1972   | Alemania Federal | Campeón    | 6        | 0     |
| Juegos Olímpicos de Montreal 1976 | Canadá           | Subcampeón | 5        | 0     |

## Clubes
| Club            | País    | Año       |
| --------------- | ------- | --------- |
| Ruch Chorzów    | Polonia | 1963-1976 |
| Valenciennes FC | Francia | 1977-1978 |
| MCKS Czeladź    | Polonia | 1979      |

## Palmarés

### Campeonatos nacionales
| Título          | Club         | País    | Año  |
| --------------- | ------------ | ------- | ---- |
| Ekstraklasa     | Ruch Chorzów | Polonia | 1968 |
| Ekstraklasa     | Ruch Chorzów | Polonia | 1974 |
| Copa de Polonia | Ruch Chorzów | Polonia | 1974 |
| Ekstraklasa     | Ruch Chorzów | Polonia | 1975 |

### Copas internacionales
| Título           | Selección | Sede                      | Año  |
| ---------------- | --------- | ------------------------- | ---- |
| Juegos Olímpicos | Polonia   | Múnich (Alemania Federal) | 1972 |

### Distinciones individuales
| Distinción                    | Año  |
| ----------------------------- | ---- |
| Futbolista del año en Polonia | 1975 |